# Igreja de Chelas
A Igreja de Chelas, também designada por Antigo Convento de São Félix e Santo Adrião de Chelas, Mosteiro de São Félix, Convento de Chelas, Igreja Paroquial de Chelas ou Igreja de São Félix, é uma igreja localizada no Largo de Chelas, na freguesia de Marvila, em Lisboa.
O portal manuelino e a galilé estão classificados como Monumento Nacional desde 1930.
A origem do edificado no local é antiga, supondo-se uma ocupação visigótica após uma primeira ocupação romana. Existem evidências materiais que remontam até ao século X, altura em que a comunidade moçárabe patrocinou a reconstrução da igreja. Da Baixa Idade Média fazem parte o portal manuelino e a galilé, que são os únicos elementos classificados. Datada de 1604 foi a reconstrução do Convento de freiras regrantes de Santo Agostinho e da invocação de Santo Félix e Santo Adrião, sendo a mais antiga clausura de Lisboa e arredores. 
O edifício monástico foi bastante modificado depois de serem extintas as ordens religiosas, tendo chegado a ser fábrica de pólvora e sendo, actualmente, o Arquivo Geral do Exército, estando a Igreja afeta ao culto, cedida ao Patriarcado de Lisboa.
Em setembro de 2019 o convento faz parte da lista de edifícios militares a alienar, publicada em Diário da República.